# Tom Ropelewski

Tom Ropelewski é um escritor, produtor e diretor americano mais conhecido pelos filmes Look Who's Talking Now, Loverboy, The Next Best Thing and The Kiss 
Ele é casado com a roteirista e produtora, Leslie Dixon.

## Filmografia
- 1988 - The Kiss
- 1989 - Loverboy
- 1990 - Madhouse
- 1993 - Look Who's Talking Now
- 2000 - The Next Best Thing